# 卒後臨床研修評価機構
NPO法人 卒後臨床研修評価機構（そつごりんしょうけんしゅうひょうかきこう、JCEP,Japan Council for Evaluation of Postgraduate Clinical Training）は、国民に対する医療の質の改善と向上をめざすため、臨床研修指定病院における研修プログラムの評価や人材育成等を行い、公益の増進に寄与することを目的とするNPO法人である。

## 沿革
（この節の出典）
- 2005年9月「新医師臨床研修評価に関する研究会」※2007年9月まで
- 2007年8月「NPO法人卒後臨床研修評価機構」設立認可
- 2007年10月  認定事業開始
- 2008年11月  認定病院が50病院に達する
- 2009年11月  認定病院の更新認定が始まる
- 2011年3月  認定病院が100病院に達する
- 2011年12月  事務局を東京都港区から千代田区に移転
- 2012年12月「5周年記念会」開催
- 2013年6月  認定病院が150病院に達する
- 2014年10月  臨床研修評価の申請が全研修病院の20%に達する
- 2016年2月  認定病院が200病院に達する
- 2017年4月  評価料および認定期間の改定
- 2017年9月  「10周年記念会」開催
- 2019年3月  認定病院が250病院に達する

## 事業内容
- 臨床研修病院の研修プログラムに関する基準の策定・公表及び評価事業
  - 評価は①書面評価②訪問評価にて行っている[3]。
  - 臨床研修調査票の内容[3]
    - 基本情報、病床数、医師をはじめ職員数、労働時間（とくに研修医）
    - 研修医の研修状況・研修環境整備状況、患者安全管理状況
    - 各部門の活動状況、研修の評価、研修施設のQI
    - 研修プログラムの研修分野別マトリックス票（最終責任を持つ分野の確認と到達目標がどの研修分野（診療科）で研修されているかの確認）
    - 研修医の満足度等のアンケート結果

  - 訪問調査日に書類で確認するもの[3]
    - 研修プログラム
    - 研修プログラムについての評価、フィードバックを行なっていることを示す文書
    - インシデント・アクシデントレポートの実例、疑義照会文書の実例
    - 医療安全管理に関する委員会への研修医の参加実態を示す議事録
    - オリエンテーションのファイル（プロフェッショナリズムや診断書・証明書の記載方法などの講義があるか）
    - 研修医のレポート（ポートフォリオ）（レポートの質を確認するため）
- 臨床修病院の研修プログラムに関する人材育成事業
- 臨床研修病院の研修プログラムに関する研究開発事業
- 卒後臨床研修に関する情報収集及び情報提供事業

## JCEP マーク(認定病院限定)
JCEPでは、臨床研修評価の認定を受けた病院が、ホー ムページ等にてJCEPマークを使用することを許可している。

## 運営と会員
運営は、正会員、機関会員、賛助会員による会費によって事業が行われている。
(2019.3.31現在)正会員(個人)569、機関会員31、賛助会員7　詳細(外部リンク)